# اشبورگ
اشبورگ (به فرانسوی: Eschbourg) یک کمون در فرانسه با جمعیت ۴۸۸ نفر است که در Canton of La Petite-Pierre واقع شده‌است.